# Das Echolot
Das Echolot. Ein kollektives Tagebuch ist der Titel einer vierteiligen und aus insgesamt zehn Einzelbänden bestehenden Buchreihe des deutschen Schriftstellers Walter Kempowski. Die Bücher bestehen aus einer Collage von Tagebüchern, Briefen, autobiografischen Erinnerungen sowie Fotografien aus der Zeit des Zweiten Weltkriegs. Neben bekannten Tagebüchern wie jenen von Thomas Mann oder Ernst Jünger sowie den Darstellungen führender Nationalsozialisten und Politikern der Alliierten umfasst die Collage zahlreiche zuvor unveröffentlichte Aufzeichnungen von Soldaten, Zivilisten, Widerstandskämpfern, Tätern und Opfern des NS-Regimes, die Kempowski seit Jahrzehnten in seinem privaten Archiv gesammelt hatte. In der chronologisch geordneten und unkommentierten Gegenüberstellung von Aufzeichnungen aus unterschiedlichen Perspektiven dokumentiert das Echolot die Gleichzeitigkeit einer Vielfalt von Ereignissen wie Sichtweisen während des Zweiten Weltkriegs.
Der erste Teil des Echolots erschien im Jahr 1993. Er umfasst in vier Bänden Einträge aus den Monaten Januar bis Februar 1943. Dieselben Monate im Jahr 1945 behandelte der zweite Teil, der 1999 unter dem Titel Fuga furiosa veröffentlicht wurde. Der 2002 erschienene Einzelband Barbarossa ’41 ist chronologisch gesehen der Beginn der Reihe und enthält Aufzeichnungen aus dem Zeitraum Juni bis Dezember 1941. Den Abschluss des Werks bildete der Abgesang ’45 aus dem Jahr 2005. Wiederum in einem Band fokussiert er sich auf vier Daten im April und Mai 1945, dem Ende des Zweiten Weltkriegs. Die Erstausgaben aller Teile erschienen im Albrecht Knaus Verlag. Das Echolot wurde von der deutschsprachigen Literaturkritik sehr positiv aufgenommen und mit mehreren Literaturpreisen ausgezeichnet. Es gilt neben Kempowskis Deutscher Chronik als Hauptwerk des Autors.

## Inhalt

### Januar und Februar 1943

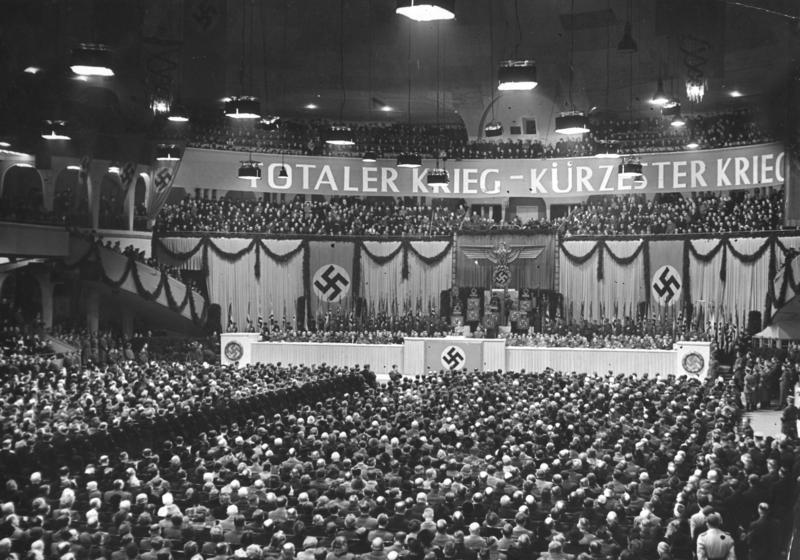
Großkundgebung im Berliner Sportpalast mit Plakaten zum Totalen Krieg am 18. Februar 1943

Der erste Teil des Echolots konzentriert sich in insgesamt vier Bänden auf den Zeitraum 1. Januar bis 28. Februar 1943. Kempowski kommentierte die Terminierung: „Damals hatte das Dritte Reich nach innen und außen den Höhepunkt seiner Macht erreicht und war im Begriff, ihn zu überschreiten […] – es ist überraschend, wie oft sich in Notizen und Briefen aus dieser Zeit schon die Frage findet: Ob das gut geht? Man hatte das Gefühl, daß der Bogen überspannt war: Und genau hier setze ich mit dem Echolot ein.“ In den Zeitraum der Bände fällt die Casablanca-Konferenz, der Untergang der 6. Armee in der Schlacht von Stalingrad, die Sportpalastrede Joseph Goebbels’ mit dem Aufruf zum Totalen Krieg sowie die Hinrichtung der Geschwister Scholl aus der Widerstandsgruppe Weiße Rose.
Die Aufzeichnungen sind chronologisch geordnet, jeder Tag ergibt ein Kapitel. Dadurch liegt der Fokus weniger auf dem Verfolgen eines Einzelschicksals als in der vom Autor arrangierten Gegenüberstellung ganz unterschiedlicher Erfahrungen der verschiedenen Menschen. Längere Zwischentexte trennen die einzelnen Kapitel, auch sie nicht aus der Feder Kempowskis, von dem nur das Vorwort stammt. Der erste Eintrag jeden Tages stammt aus dem Bulletin von Adolf Hitlers Leibarzt Theo Morell. Die letzten Einträge sind den Notizen Heinrich Himmlers und dem Kalendarium der Ereignisse im Konzentrationslager Auschwitz-Birkenau von Danuta Czech entnommen.

### Fuga furiosa. Winter 1945

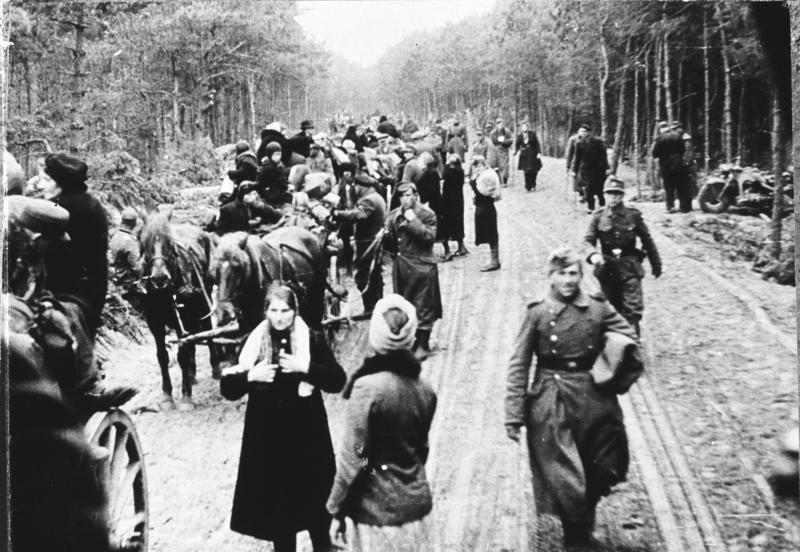
Flüchtlingstreck aus Ostpreußen im Februar 1945

Der zweite Teil des Echolots ist erneut auf vier Bände aufgeteilt und behandelt den Zeitraum vom 12. Januar bis zu den Bombenangriffen auf Dresden am 13. und 14. Februar 1945. Dazwischen liegen Hitlers Rückzug in den Führerbunker, die Großoffensive der Roten Armee, die darauf folgende Flucht und Vertreibung aus den Ostgebieten sowie die Vergewaltigungen der deutschen Zivilbevölkerung, die Todesmärsche von KZ-Häftlingen und die Befreiung des KZ Auschwitz-Birkenau, der Untergang der Wilhelm Gustloff und die Konferenz von Jalta.
Kempowskis Absicht war, „Ursache und Wirkung direkt nebeneinander zu stellen. [Es] kreuzen sich die Flüchtlingszüge aus Ostpreußen mit den langen Elendszügen der Häftlinge“, um die Leidenden zusammenzuführen. Dabei sah er sich als Chronist der in der deutschen Literatur zuvor wenig thematisierten Bombenangriffe und Flüchtlingsströme auch als Tabubrecher: „Wir müssen auch das erzählen dürfen.“ Neben den Einzelberichten aus dem ersten Teil sind auch offizielle Quellen in die Bände eingearbeitet: Zeitungsmeldungen, das Rundfunkprogramm und Wehrmachtberichte. Zudem wird die deutsche Perspektive um zahlreiche ausländische Aufzeichnungen ergänzt, die Kempowski seit Erscheinen des ersten Teils ausfindig gemacht hatte.

### Barbarossa ’41

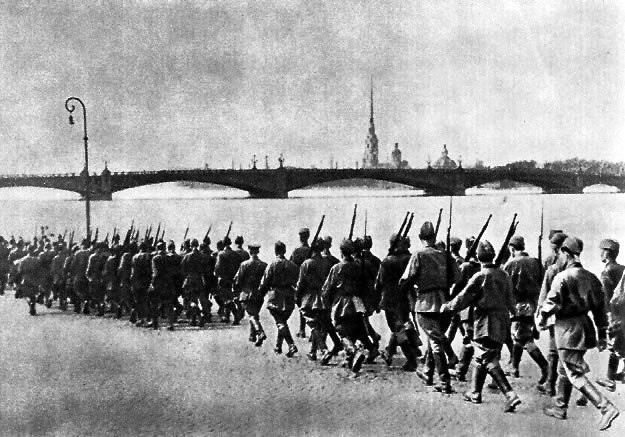
Mobilmachung sowjetischer Truppen vor Leningrad 1941

In chronologischer Hinsicht kann der dritte Teil des Echolots als sein Prolog aufgefasst werden. Er kehrt zurück ins Jahr 1941. Gegenüber den vorigen Veröffentlichungen hat sich der Aufbau verändert: in lediglich einem Band werden drei größere Zeiträume betrachtet: 21. Juni bis 30. Juni 1941, 1. Juli bis 8. Juli 1941 sowie 7. Dezember bis 31. Dezember 1941. Titelgebend ist das Unternehmen Barbarossa, der deutsche Überfall auf die Sowjetunion am 22. Juni samt den Anfangssiegen in den folgenden Tagen. Es folgen die Leningrader Blockade und der Rückzug der deutschen Armee im ersten Kriegswinter Ende 1941. Konsequenter als in den vorigen Bänden werden Berichte beider Kriegsparteien einander gegenübergestellt, kommen neben deutschen auch sowjetische Soldaten sowie die leidende Leningrader Bevölkerung zu Wort. Die Tageseinträge beginnen jeweils mit einem Zitat aus der Bibel, darauf folgen Aufzeichnungen berühmter Schriftsteller. Im Zentrum jedes Tageseintrags stehen die wiederkehrenden Tagebucheintragungen einiger direkt vom Krieg betroffener Menschen, etwa einer Mutter, deren Sohn gefallen ist, eines Arztes und mehrerer Soldaten an der Ostfront, darunter auch die Aufzeichnungen Jochen Kleppers. Am Ende stehen Verweise auf die nationalsozialistischen Verbrechen in Form des Tagebuchs von Adam Czerniaków und der Auschwitz-Aufzeichnungen Danuta Czechs, die teilweise etwa vom Tagebuch eines in der Einsatzgruppe A dienenden SS-Mannes ergänzt werden.

### Abgesang ’45

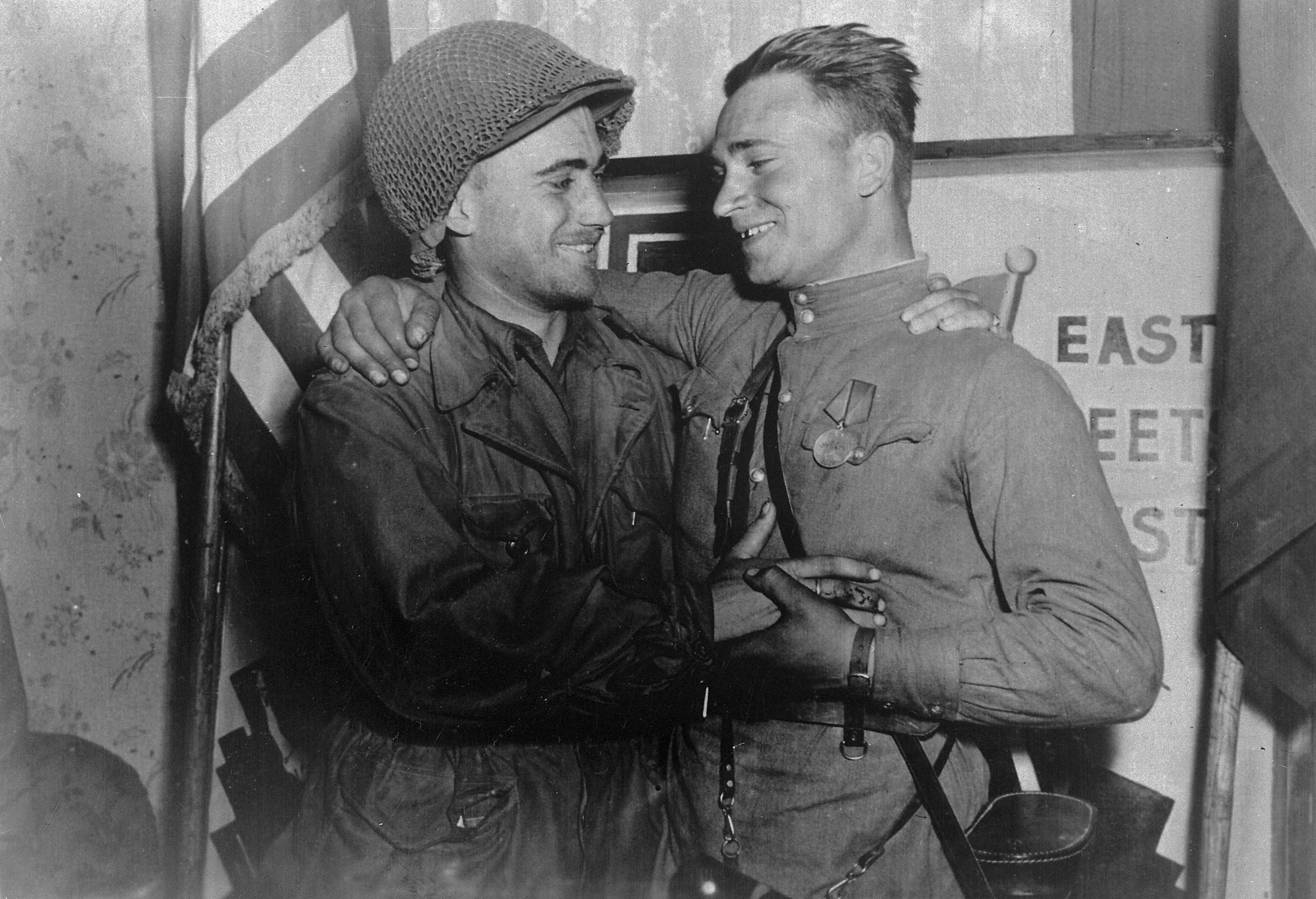
Symbolisches Zusammentreffen amerikanischer und sowjetischer Soldaten zum Elbe Day

Auch der letzte Teil des Echolots beschränkt sich auf einen Band und wird in der ausführlichen Darstellung weniger letzter Kriegstage zum Epilog des Projekts. Der Band beginnt mit dem letzten Führergeburtstag am 20. April 1945. Es folgen der 25. April, der Elbe Day mit dem ersten Zusammentreffen alliierter Truppen, und der 30. April, der Tag des Suizids Adolf Hitlers. Beschlossen wird der Band durch ein umfangreiches Kapitel zum Kriegsende durch die bedingungslose Kapitulation der Wehrmacht sowie die Reaktionen bei den Siegermächten und der deutschen Bevölkerung am 8. und 9. Mai 1945.
Eingerahmt sind die Ereignisse durch zwei Gedichte, Ludwig Uhlands Frühlingsglaube („Nun muß sich alles, alles wenden.“) und Friedrich Hölderlins Der Frühling („Der Menschen Thätigkeit beginnt mit neuem Ziele,/ So sind die Zeichen in der Welt, der Wunder viele.“)

## Technik der Collage
In der Motivation seines Werks berief sich Kempowski auf Walter Benjamins unvollendet gebliebene Pariser Passagen, die einst auch als reine literarische Montage von Zitaten geplant gewesen waren, und entlieh Benjamins Maxime: „Methode dieser Arbeit: literarische Montage. Ich habe nichts zu sagen. Nur zu zeigen.“ Die Absicht hinter der Form war laut Dirk Hempel die Objektivierung des subjektiven Erlebens, die Einbettung des Einzelnen in ein Gesamtgeschehen, das Zusammensetzen einer historischen Wahrheit aus einem Mosaik von Einzelwahrheiten. Kempowski beschrieb dieses Verfahren mit einem Vergleich: „Wind ist nur am Kornfeld darzustellen, nicht am einzelnen Halm.“
Trotz des völligen Verzichts auf eine fiktionale Rede gestaltete Kempowski das gesammelte Material. Die einzelnen Tatsachenberichte werden durch seinen Schnitt parallel gesetzt, verstärkt oder kontrastiert, etwa wenn viele Fluchterlebnisse aufeinander folgen oder die Teestunde an die Fronterfahrung, die Geburtstagsfeier an KZ-Grausamkeiten anschließt. Auf diese Weise löst auch das eigentlich unkommentierte Erzählen beim Leser eine beabsichtigte Wirkung aus und lässt diesen Stellung beziehen. In dieser Gestaltung wurde Kempowski für Hempel zum Autor seiner Dokumentation und das Echolot zum literarischen Werk, das über eine reine Materialsammlung hinausreiche.
Sabine Kyora unterschied im Echolot diachrone und synchrone Texte. Zur ersten Kategorie zählte sie Aufzeichnungen wie jene von Thomas Mann oder des Schweizers Wilhelm Muehlon, die den Krieg von außen kommentieren und für den Leser eine Orientierungsfunktion über die Geschehnisse bieten. Manche Erzählstränge formieren sich zu einer fortlaufenden Handlung, etwa die Ereignisse um die Weiße Rose. Andere Texte bilden eher eine synchrone Einheit, indem etwa nacheinander geschnittene Berichte von Personen desselben Alters den Einblick in eine gemeinsame Generation und ihre unterschiedlichen Haltungen zum Nationalsozialismus bieten. Daneben stehen wiederum vereinzelte Textbruchstücke, die ohne Anfang und Ende Fragmente bleiben oder nur eine pointierte Einzelschilderung bieten, Texte, die Kyora dem anekdotischen Erzählen zuordnete.
Wolfgang Struck urteilte, dass der Effekt, den die Gegenüberstellung von Alltag und Schrecken auslöse, weniger die Folge einer literarischen Komposition sei, als eine Konsequenz, dass die Textbruchstücke aus ihrem Zusammenhang gerissen, aus einer erklärenden, sinnstiftenden Biografie gelöst dem Leser ungeschützt vor Augen geführt werden. Allerdings ändere sich die Gewichtung im Verlauf des Projekts. So nehmen im abschließenden Band Abgesang ’45 Alltagssplitter einen immer geringeren Platz ein, was er sowohl in den zeitgeschichtlichen Umständen als auch in Kempowskis geändertem Auswahlverfahren begründet sah. Durch das Einarbeiten später entstandener autobiografischer Texte werde die Hermetik des kollektiven Erlebens im Augenblick aufgelöst und durch eine nachträgliche Selektion von Vergessen, Verdrängen oder bewusstem Auslassen ersetzt. Auch durch gestalterische Maßnahmen wie das Herunterzählen der Tage zum Kriegsende werde die Momentaufnahme der ersten Bände in eine historische Konstruktion überführt, die wenn auch keinen Sinn, so doch ein Ziel erhalte, verschiebe das „kollektive Tagebuch“ sein Gewicht in eine „kollektive Biographie“.

## Stellung im Werk

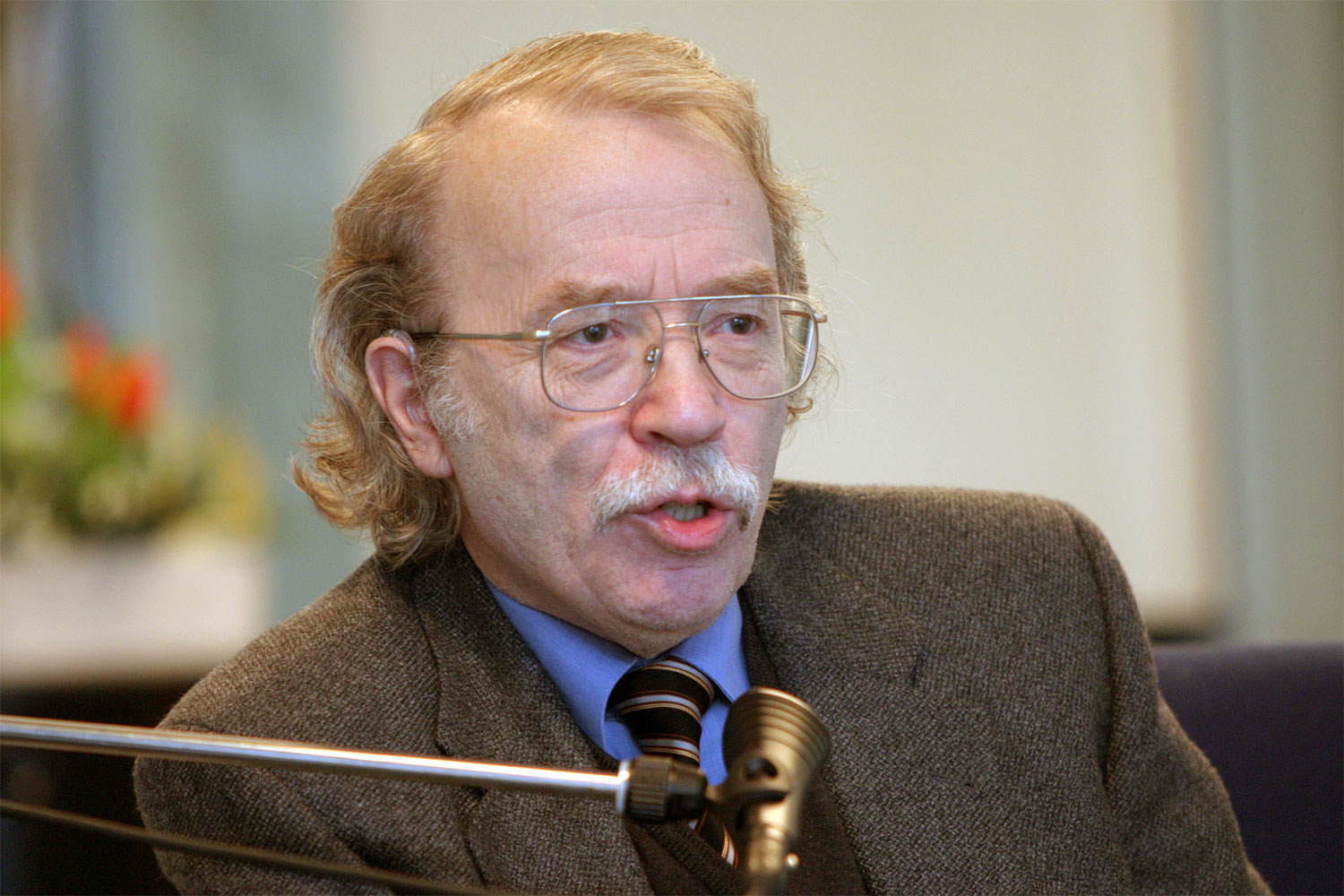
Walter Kempowski

Walter Kempowski sah das Echolot als Gegengewicht zu seiner Deutschen Chronik, der autobiografischen Chronik seiner Familie über mehrere Generationen hinweg, die zum Spiegel des deutschen Bürgertums vom Kaiserreich bis zum geteilten Deutschland nach dem Zweiten Weltkrieg wurde. Dagegen sei das Echolot „eine Art Parallelunternehmen, gewissermaßen der zweite Rumpf des Katamarans.“ Kempowski montiere im Echolot „einen großen Dialog, der meine Chronik wispernd begleitet.“ In einem anderen Bild verglich er die beiden Säulen seines Werks mit zwei Etagen eines Hauses: „Oben die Chronik mit den Beiwerken, unten das Echolot-Material.“ Für Dirk Hempel hatte Kempowski das Stilmittel vieler Erzähler aus der Chronik im Echolot zu einem tausendstimmigen Chor gesteigert, und damit auch die Absicht, ein subjektives Erleben zu objektivieren, aus Einzelerlebnissen ein historisches Ganzes zusammenzusetzen, auf die Spitze getrieben. Sowohl die Chronik als auch das Echolot seien Kempowskis literarischer Versuch, eine Antwort auf die Frage zu finden: „Wie konnte es geschehen?“ Die Frage ziele sowohl auf das persönliche Schicksal Kempowskis und seiner Familie als auch auf das kollektive Schicksal aller vom Krieg Betroffenen.
Bereits in einigen kleineren Werken hatte Kempowski über das Motiv des „Sprechens“ mit den Toten den Dialog zwischen der Nachkriegs- und der NS-Generation thematisiert, das auch auf das Echolot Einfluss hatte: Hier tritt der heutige Leser direkt und ungefiltert mit den Zeitzeugen ins Gespräch. Im Hörspiel Moin Vaddr läbt (1980) versucht ein toter Vater Kontakt zu seinen Söhnen aufzunehmen, in Mark und Bein (1992) sucht ein Sohn auf einer Reise nach Erinnerungen an seinen im Krieg gefallenen Vater. In letzterem Roman wird sogar das Echo als metaphorische Möglichkeit des Kontakts zwischen den beiden erwogen – eine Passage, die möglicherweise Einfluss auf die Titelgebung des Echolots hatte.
Bereits die Deutsche Chronik basierte auf der Technik der Collage und auf den Erinnerungen Dritter, wobei Kempowskis Methodik damals hauptsächlich auf den Tonbandbefragungen seiner Mutter, den schriftlichen Aufzeichnungen anderer Verwandter und Zettelkästen voller Notizen beruhte. Später baute Kempowski die Technik seiner privaten Demoskopie weiter aus. So entstanden bereits in den siebziger Jahren sogenannte „Befragungsbücher“ zur Aufarbeitung des Dritten Reichs, die aus einer Collage von Antworten auf Kempowskis Fragen entstanden: Haben Sie Hitler gesehen? und Haben Sie davon gewußt?. Im Spätwerk rückte immer stärker das Tagebuch in den Mittelpunkt von Kempowskis Werk. Er führte selbst jeden Morgen Tagebuch. Veröffentlicht wurden unter den Titeln Sirius, Alkor, Hamit und Somnia bearbeitete Tagebücher aus den Jahren 1983 sowie 1989 bis 1991, dem Zeitraum der deutschen Wiedervereinigung.
Während der Arbeit am Echolot entstanden im gleichen Stil eines vielstimmigen Chores auch einige Nebenarbeiten Kempowskis. Die Hörspielproduktion Der Krieg geht zu Ende. Chronik für Stimmen verfolgt das Ende des Zweiten Weltkriegs im ersten Halbjahr 1945. Sie wurde von Walter Adler produziert, aufwendig mit 220 Sprechern eingelesen und am 8. Mai 1995 zum 50. Jahrestag des Endes des Zweiten Weltkriegs von fast allen Rundfunkanstalten der ARD gesendet. Der rote Hahn. Dresden im Februar 1945 aus dem Jahr 2001 ist eine sich teilweise mit der Fuga furiosa überlappende Chronik von Zeitzeugenschilderungen der Bombenangriffe auf Dresden zwischen dem 13. und 17. Februar 1945.

## Entstehungsgeschichte
Im Vorwort des ersten Teils des Echolots benannte Kempowski als ausschlaggebendes Erlebnis für seine spätere Sammlung alter Zeitzeugenberichte einen Winterabend 1950 im Zuchthaus Bautzen, als er beim Hofgang das Stimmengemurmel seiner Mithäftlinge vernahm und realisierte, dass dieser ständige babylonische Chor nie von irgendjemand aufgezeichnet wurde. Die erste Idee zu einem Archiv unveröffentlichter Biografien entstand im Jahr 1978. Zwei Jahre später, am 1. Januar 1980, gründete Kempowski das Archiv für unpublizierte Autobiographien. Im August 1988 hatte Kempowski den Plan gefasst, die Jahre 1943 bis 1948 Tag für Tag durch ein kollektives Tagebuch festzuhalten. Den Titel für sein Projekt fand er im Oktober desselben Jahres: Das Echolot in Anlehnung an das Echolot in der Schifffahrt. Kempowski inserierte in verschiedenen Zeitungen seine Suche nach Fotografien, Autobiografien und Tagebüchern und erhielt zahlreiche Zusendungen. Später wurde dabei explizit das Projekt Echolot erwähnt. Im Januar 1989 gliederte sich das Projekt wie folgt:
1. Talfahrt 1943/44
2. Chaos 1945/1 (Flucht – Bomben)
3. Chaos 1945/2 (Besinnung, man findet sich wieder)
4. Leiden / Aufstieg / Buße 1946/47
5. Plateau 1948[16]

Erste Berechnungen zum Umfang schienen eine vollständige Realisierung der Pläne in weite Ferne zu rücken: „Heute hab ich errechnet, daß pro Jahr mindestens 1800 Eintragungen zu erwarten sind. Das sind sicher 1000 Seiten. Wie soll ich die unter Kontrolle bringen? Ich mach erst mal weiter.“ Unterstützt von seiner Frau und seiner Mitarbeiterin Simone Neteler, die das beständig anwachsende Archiv verwalteten, unterteilte Kempowski das Projekt und beschränkte sich erst einmal auf die Fertigstellung eines Bandes zum Januar und Februar 1943. Der Albrecht Knaus Verlag, der sich vom Autor Romane erhoffte, war von den Plänen zum Echolot wenig begeistert. Laut Kempowskis Lektor Karl Heinz Bittel hielt man das Projekt für unkalkulierbar, wollte sich aber mit dem Erfolgsautor nicht überwerfen und gab das Motto aus: „Augen zu und durch!“ Die Auflage wurde auf höchstens 3000 bis 5000 Exemplare „für die Bibliotheken und die treuesten Kempowski-Fans“ veranschlagt.
Im Dezember 1991 erlitt Kempowski einen Schlaganfall, im Mai 1993 einen zweiten. Sofort nach der jeweiligen Genesung setzte er die Arbeit am Echolot fort. Ende 1992 erschien im Spiegel ein erster Vorabdruck zum 50. Jahrestag der Schlacht von Stalingrad. Im Oktober 1993 wurde der erste Teil des Echolots veröffentlicht. Der Zeitraum des zweiten Teils sollte ursprünglich die Monate Dezember 1944 bis Mai 1945 abdecken, der Band geriet jedoch in seinem Umfang außer Kontrolle und musste auf den Januar und Februar 1945 eingeschränkt werden. Das Kriegsende verschob Kempowski auf eine spätere Publikation. Nachdem ihm zunächst nur die Mitarbeiterin Simone Neteler beim Zusammenstellen, Aufspüren und Ordnen von Texten geholfen hatte, wuchs das Projekt immer weiter an: Bis zu zwölf Mitarbeiter arbeiteten nun am Echolot. Aus der ganzen Welt trafen Texte ein, die oft übersetzt werden mussten und bei Kempowski in einen Computer eingegeben und dort geordnet wurden. Die Veröffentlichung von Fuga furiosa fand im Oktober 1999 statt.
Anschließend nahm Kempowski die Arbeit an dem seiner ursprünglichen Planung vorgelagerten Band Barbarossa ’41 auf. Das veränderte Interesse Kempowskis erklärte sein enger Mitarbeiter und Biograf Dirk Hempel mit einem gewandelten Russland-Bild des Autors. Während Kempowski lange Jahre von den Erlebnissen seiner Haftzeit in Bautzen geprägt gewesen war, hatte er Ende der neunziger Jahre auf einer Moskau-Reise im Rahmen deutscher Kulturwochen positive Eindrücke gesammelt. Die zufällige Bekanntschaft mit Anatoli Platitsyn, einem ehemaligen Oberstleutnant der Roten Armee, brachte Kempowski dazu, die Stimmen zahlreicher sowjetischer Kriegszeugen ins Echolot aufzunehmen. Kempowski widmete Platitsyn den Band Barbarossa ’41. Ursprünglich wollte er die Ereignisse der zweiten Jahreshälfte 1941 dem Russlandfeldzug 1812 Napoleons gegenüberstellen, strich die Texte aus dem 19. Jahrhundert dann jedoch, da sie „von der Tragik der eigentlichen Ereignisse des Jahres 1941 ablenkten.“
Bereits 1993 hatte Kempowski in einem Interview orakelt: „Ich glaube, die Arbeit am Echolot wird mich bis ans Ende meiner Tage begleiten.“ Zwei Jahre vor seinem Tod brachte er das Projekt schließlich doch zu einem Abschluss, wenn sich der Plan für das Echolot auch im Verlauf der Zeit gewandelt hatte. Im Februar 2005, pünktlich zum 60. Jahrestag des Kriegsendes, wurde mit Abgesang ’45 der letzte Teil des Werks veröffentlicht. Gleichzeitig gab Kempowski den Begleitband Culpa heraus, auf Deutsch Schuld, der aus seinen eigenen Tagebuchaufzeichnungen zur Entstehung des Echolots besteht. Gleichzeitig äußerte er die Hoffnung, „mit so einer Lebensarbeit auch ein wenig die Schuld des eigenen Volkes abzubüßen“.

## Rezeption
Das Echolot wurde in den deutschsprachigen Feuilletons überwiegend positiv bis begeistert aufgenommen. Dirk Hempel nannte das Echolot „das große Literaturereignis der neunziger Jahre in Deutschland“, das im Ausland besprochen wurde „wie selten ein Werk der deutschen Gegenwartsliteratur“. So bezeichnete Stephen Kinzer das Echolot in der New York Times als „eine außerordentliche historische Arbeit, die zu einer Veröffentlichungssensation wurde“.

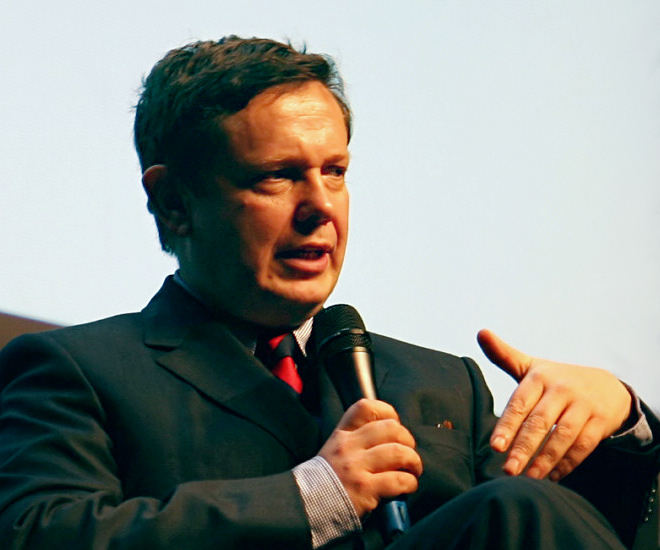
Frank Schirrmacher im Jahr 2007

Bereits im Dezember 1992 kündigte Volker Hage das Werk im Spiegel als „eines der letzten großen literarischen Wagnisse dieses Jahrhunderts“ an. Nach Erscheinen machte Frank Schirrmacher die Samstagsbeilage Bilder und Zeiten der Frankfurter Allgemeinen Zeitung mit einer Rezension zum Echolot auf und prägte den Satz: „Wenn die Welt noch Augen hat, zu sehen, wird sie […] in diesem Werk eine der größten Leistungen der Literatur unseres Jahrhunderts erblicken.“ Karl Heinz Bittel wertete diese Rezension als „Initialzündung einer begeisterten Rezeption in allen Medien.“ Noch zwölf Jahre später äußerte sich Schirrmacher enthusiastisch in Lesen! zum Abgesang ’45: „Dieses Buch ersetzt eine ganze Bibliothek zum Thema Kriegsende.“ Und Denis Scheck lobte in druckfrisch „eines der größten Leseabenteuer unserer Zeit“.
Besonders herausgestellt wurde in vielen Rezensionen die Größe des Projekts und Kempowskis Arbeitsleistung. So bezeichnete Gustav Seibt in der Süddeutschen Zeitung Das Echolot als „eines der ambitioniertesten, schon als Arbeitsleistung beeindruckendsten Unternehmen der deutschen Literaturgeschichte.“ Martin Lüdke sah Kempowski durch „ein unvergleichliches Monument“ in die „Literaturgeschichte eingehen“. Für Fritz J. Raddatz hatte Kempowskis Echolot „etwas Gigantomanisches, doch es legt Zeugnis ab von einer Gigantomanie des Terrors.“ Hannes Hintermeier stellte fest, dass „erst dieses Mammutunternehmen [Kempowski] jene Anerkennung brachte, die man ihm lange Jahre aus zweifelhaften ideologischen Unterströmungen heraus versagt hatte“.
In Frage gestellt wurde allerdings, ob die unkommentierte Sammlung von Dokumenten Literatur sei. So sah Raddatz Kempowski nicht als Autor, als der er sich darstelle: „man ist nicht Urheber, wenn 3440 Seiten keine eigene Zeile vorweisen“. Johannes Willms befand, „daß dieses Mixtum compositum wenig mit Literatur oder gar mit Historiographie zu tun hat, sondern daß es sich dabei lediglich um das Ergebnis eines monomanischen Sammeltriebs handelt“. Marcel Reich-Ranicki zeigte sich unwillig, das Echolot im Februar 1994 im Literarischen Quartett zu besprechen: „Mich ärgert das. Vier Bände, so ein Zeug, was soll das?“ Er lese keine „Telefonbücher“, weil er „für Literatur und nicht für diesen Haufen an Text“ sei. Auch Bernd W. Seiler kritisierte die fehlende exemplarische Verdichtung, und er sah in der „Mammutproduktion […] eine Erscheinung der Überflußgesellschaft. Unter der Voraussetzung eines Überflusses an Zeit und Geld (350 Mark!) wird dem Leser hier ein Überfluß an Material dargeboten, und wenn es mit seiner Zeit dann doch vielleicht nicht so weit her ist, macht das auch nichts.“
Neben den Germanisten äußerten sich auch Historiker über Kempowskis Werk. So entstand für Ulrich Herbert im Echolot „ein Bild des Krieges, wie es keine andere Darstellung, Quellensammlung oder belletristische Arbeit so präzise, plastisch und differenziert bisher gezeichnet hat.“ Christian Meier pflichtete bei, das Echolot biete, „was in Deutschland zur Zeit anders so leicht nicht geboten werden kann: ein unvermittelter Zugang zu den Vergangenheiten unserer Eltern und Großeltern.“ Dennoch kritisierte er das Verfahren: „Nicht die Einzelnen sondern irgendein Kollektiv ist das Subjekt dieses ‚kollektiven Tagebuchs‘. Und als dessen Erfahrung ließe sich mit Musil summieren: ‚So also sieht Weltgeschichte in der Nähe aus: Man sieht nichts.‘“ In einem Begleitband zur Wehrmachtsausstellung stellte Stefanie Carp die Auswahl der Quellen in Frage. Kempowski habe „seine Collage der Harmlosigkeit anheimgegeben. Man gewinnt aber den Verdacht, daß diese Harmlosigkeit dem Autor nicht passierte, sondern daß sie literarisch und ideologisch beabsichtigt ist.“ Für Christoph Cornelißen wisse Kempowski viel „[v]on den moralischen Dimensionen dieses Niedergangs und seinen individuellen Konsequenzen“ zu berichten, dennoch verlieren sich „in einem Moment, in dem mehr oder minder alle Menschen als Opfer einer gleichsam nicht mehr zu stoppenden historischen Lawine gezeichnet werden, […] Fragen nach Schuld und Verantwortung, ja, noch weitergehend, das ganze entzieht sich einer konkreten historischen Analyse.“ So war für ihn das Echolot „eine Annäherung an die grausame Wirklichkeit des Zweiten Weltkriegs, eben nicht deren Ebenbild.“
Kempowski wandte gegen die Vorwürfe ein, dass das Echolot „keine [historische] Dokumentation“ sei, „sondern eine [literarische] Collage.“ Auch die Literaturwissenschaftlerin Carla Damiano meint, man dürfe das Echolot nicht nach geschichtswissenschaftlichen Kriterien bewerten. Dirk Hempel sah im zweiten Band des Echolots, der Fuga furiosa, 1999 die Themen Flucht und Vertreibung aus den Ostgebieten in einer zuvor in der deutschen Literatur noch nicht dagewesenen Breite und Deutlichkeit dargestellt. Dennoch habe die Literaturkritik dieses Thema in der Bewertung des Echolots kaum herausgestellt. Stattdessen wurde zwei Jahre später Günter Grass für seine Pionierarbeit des Romans Im Krebsgang gefeiert. Kempowski reagierte darauf gekränkt: „Mich verblüfft auch das kurze Gedächtnis der Journalisten, die behaupten, Grass habe ein Tor aufgestoßen. Mein Echolot beschäftigt sich auf 3000 Seiten mit Flucht und Vertreibung. Allein der Abschnitt über die Wilhelm Gustloff umfasst mehr als 100 Seiten. Dass sich Grass dennoch als kühner Tabubrecher feiern lässt, finde ich ungehörig.“
Entgegen den Erwartungen des Verlags wurde Das Echolot nach den Worten des Lektors Karl Heinz Bittel „zu einem der spektakulärsten Erfolge in der Geschichte des Knaus Verlags“. Bereits bis Weihnachten 1993 hatte sich der erste Band 25.000 mal verkauft. Bis zum Jahr 2005 hatte sich dessen Verkaufszahl noch verdoppelt. Für den ersten Teil des Echolots wurde Kempowski 1994 der Literaturpreis der Konrad-Adenauer-Stiftung und 1995 der Uwe-Johnson-Preis verliehen, für Barbarossa ’41 im Jahr 2002 der Dedalus-Preis für Neue Literatur.

## Ausgaben
- Das Echolot. Ein kollektives Tagebuch. Januar und Februar 1943. 4 Bände. Knaus, München 1993, ISBN 3-8135-2099-4.
  - Taschenbuchausgabe: btb, München 1997, ISBN 3-442-72076-1.
- Das Echolot. Fuga furiosa. Ein kollektives Tagebuch. Winter 1945. 4 Bände. Knaus, München 1999, ISBN 3-8135-1995-3.
  - Taschenbuchausgabe: btb, München 2004, ISBN 3-442-72788-X.
- Das Echolot. Barbarossa ’41. Ein kollektives Tagebuch. Knaus, München 2002, ISBN 3-8135-0205-8.
  - Taschenbuchausgabe: btb, München 2004, ISBN 3-442-73175-5.
- Das Echolot. Abgesang ’45. Ein kollektives Tagebuch. Knaus, München 2005, ISBN 3-8135-0249-X.
  - Taschenbuchausgabe: btb, München 2007, ISBN 978-3-442-73612-6.